# 艾普爾·馬特遜
艾普爾·馬特遜（英語：April Matson；1981年3月13日─)，是美國的一位女演員和歌手，因客串電視節目《天賜》飾演 Lori Trager一角而出名。

## 外部連結
- 艾普爾·馬特遜在互联网电影资料库（IMDb）上的資料（英文）
- 艾普爾·馬特遜 （页面存档备份，存于）的Facebook的官網